# Alta Vista Gardens
El Jardín Botánico de Alta Vista  en inglés : Alta Vista Botanical gardens es un parque-jardín botánico de unos 14 acres (5.67 hectáreas) de extensión, de propiedad municipal administrado conjuntamente por el ayuntamiento y la sociedad gestora del parque, que se encuentra en City of Vista, California. 

## Localización
Alta Vista Botanical gardens 1270 Vale Terrace Drive City of Vista San Diego County CA California, United States of America-Estados Unidos de América en el 1270 Vale View Drive. 
Planos y vistas satelitales.33°12′36.63″N 117°13′9.82″O / 33.2101750, -117.2193944
El jardín está cuidado solamente por equipos de voluntarios. La entrada es gratuita.

## Objetivos
La misión que se ha propuesto su equipo directivo es ‘Bring Together People, Nature and Art' (Conjuntar a la gente, la naturaleza y el arte). Sirve como un parque-jardín botánico con carácter cultural que actualmente está en desarrollo. El propósito del proyecto es proporcionar un aula viva interactiva para los estudiantes del norte del condado de San Diego. Los jardines han visto el desarrollo de las instalaciones acuáticas que tienen ramificaciones en charcas naturales. Actualmente, hay un número de secciones terminadas incluyendo un 'debajo bajo el jardín', un agradable jardín; construido alrededor de un obelisco que está coronado por una pirámide cubierta de una patina de oro, un prado de recepción, la primera fase del jardín mediterráneo que se sitúa alrededor de un patio dedicado al recuerdo de la vida del anterior presidente de dirección, John Futrell. También, es digno de interés el jardín superior de la selva que está delimitado por un patio de observación que tiene una amplia vista del jardín. Se asienta al lado de un susurrante arroyo que conecta algunas de las charcas del jardín. Para el nuevo jardín de los niños de los insectos, pájaros y mariposas (« Bugs, Birds & Butterflies Children’s garden »), se ha iniciado una campaña para recolectar los fondos para su construcción. Se sitúa alrededor de una escultura denominada ‘Tail Spin’, realizada por la artista local del norte del condado Melissa Ralston. 
Alta Vista Gardens continúa adquiriendo aceptación y reconocimiento en la Comunidad Botánica. Recientemente ha sido incluido en el listado del proyecto Open Directory en su listado de jardines de Norteamérica.
Entre los planes futuros para el jardín se incluyen un jardín de la selva, un jardín japonés, un jardín mediterráneo, un jardín ceremonial, un jardín de hierbas, un jardín tropical de árboles frutales, un jardín prehistórico, un 'bajo el Jardín', jardines áridos, un área de recepción con césped, una rosaleda-laberinto, un jardín humano del reloj de sol, un invernadero, un centro de educación, dos lagos artificiales y la expansión del jardín de los niños. Todos los jardines estarán arracimados alrededor del edificio administrativo y el edificio de la biblioteca.

## Historia
En agosto del 2003, llegó un nuevo equipo a la directiva del "Alta Vista Botanical Garden en Vista", CA. Anteriormente conocidos como "Jardines Botánicos de Vista" y dedicado a la visión del Dr. Mardy Darian, la directiva anterior había dimitido en masa debido a un conflicto con la ciudad que es la propietaria de la tierra. Rocco Valuzzi fue el único miembro fundador de la directiva que permanecía. Ron Holoway también permaneció para organizar una junta directiva casi totalmente nueva, para proyectar una nueva visión para el jardín. La nueva misión estaba enfocada según el lema de `reúne a la Gente, Naturaleza y Arte'. 
En noviembre del 2005 la directiva adoptó el nuevo plan maestro diseñado por Todd Cure, Bryan Morse y Ron Holloway. Poco tiempo después el “Vista City Council" aprobó unanimamente el plan para el "Alta Vista Gardens", que constaría de una serie de espacios de jardines temáticos y lugares de encuentro que serian construidos en 13 acres de terrenos propiedad del ayuntamiento de la ciudad en lo alto de la colina en el "Brengle Terrace Park". Los miembros del consistorio denominaron al plan como "inspirado" y "mágico" y reconocieron que los jardines han sido una meta esperada por la ciudad desde hacia mucho tiempo. La concejala Judy Ritter dijo después de la votación que " Muchos sueños, entraron en esto"
En abril del 2009, el equipo de diseñadores de Bryan Morse y Todd Cure donaron altruistamente su tiempo y esfuerzos para conseguir la planificación del nuevo jardín de "Alta Vista Gardens" el « Bugs, Birds & Butterflies Children’s garden» para la aprobación de la directiva.